# Євангеліє українців
Єва́нгеліє украї́нців, або́ Крила́ті ви́слови «Кобзаря́» — книга українського літератора Віктора Щербини, що побачила світ 2001 року в Києві у Видавництві імені Олени Теліги.
У книзі в алфавітному порядку наведено вислови із «Кобзаря» Тараса Шевченка. Як зазначено в анотації до книги, «думи, ідеї, заповіти Пророка України глибоко «пішли в народ», є його дороговказом, прапором, моментом істини. Ці вирази стали самодостатнім, афористичним надбанням культури».
Із сотень крилатих висловів «Кобзаря», що циркулюють у масі народу, в книзі наведено тільки ті, які зафіксовані друкованим словом у художніх творах, періодичних виданнях, епістолярній спадщині тощо.
Автор присвятив книгу пам'яті своїх батьків — Захарія Івановича та Харитини Охрімівни.
Наприкінці книги подано «Алфавітний покажчик імен».